# Ordoliberalismo
El ordoliberalismo (del alemán Ordoliberalismus) es una corriente de pensamiento económico fundada por un grupo de filósofos, economistas, juristas, sociólogos y políticos alemanes durante la década de 1930-1940. Se encuentra íntimamente ligada a la Escuela de Friburgo, al concepto de economía social de mercado y al milagro económico alemán. 

## Origen, desarrollo e influencia
El ordoliberalismo nació en la década de 1930 dentro de la Universidad de Friburgo. Esta vertiente del liberalismo tiene como "padre intelectual" a Walter Eucken, además de ser enriquecida directamente por autores como Franz Böhm, Hans Großmann-Doerth y Leonhard Miksch. A este grupo, estrictamente de ordoliberales, se sumó otro grupo de economistas como Wilhelm Röpke, Alexander Rüstow, Alfred Müller-Armack y Ludwig Erhard para conformar la economía social de mercado (soziale Marktwirtschaft).
El ordoliberalismo toma su nombre del anuario, editado por este grupo de autores, llamado Ordo: Jahrbuch für die Ordnung von Wirtschaft und Gesellschaft al cual contribuyen, además, autores como Friedrich von Hayek y Karl Popper.
El ordoliberalismo se puede ver como una respuesta de la derecha política a dos grandes crisis: primero los grandes problemas de entreguerras y, segundo, a la crisis institucional que afectó a Alemania como consecuencia del nazismo. Esta respuesta intenta rescatar los valores sociales tradicionales de las profundas transformaciones producto de la incapacidad para resolver esas crisis de las teorías e instituciones legales y económicas existentes.
En consecuencia, Wilhelm Röpke consideró al ordoliberalismo como una propuesta del "liberalismo conservador" y cristiano contra el capitalismo en su obra Civitas Humana. Alexander Rüstow también criticó el laissez-faire capitalista en su trabajo Das Versagen des Wirtschaftsliberalismus (1950). Los ordoliberales se diferenciaban a sí mismos tanto de los liberales tradicionales del siglo XIX, los "paleoliberales", como de los liberales clásicos austriacos: Ludwig von Mises y Friedrich Hayek.[cita requerida]
En su filosofía política, los ordoliberales fueron influidos por Aristóteles, De Tocqueville, Hegel, Lorenz von Stein, Spengler, Karl Mannheim y Max Weber.
Con posterioridad a la Segunda Guerra Mundial, un grupo de políticos, economistas y juristas (incluyendo los ya nombrados) que habían constituido una oposición de derecha a Hitler, bajo el liderazgo de Konrad Adenauer retoman por un lado las visiones de la escuela de Friburgo (modificándolas con las sugerencias de Muller Armack), y por otro reinterpretan el contenido moral del concepto unificador del Estado Social, buscando reemplazar tanto el nacionalismo como el centralismo a fin de evitar que el Estado caiga en las manos de déspotas. Ese nuevo contenido, de carácter cristiano, reafirma no solo el bien común sino el valor irreemplazable de la libertad de los individuos y el valor de las diversas comunidades que se integran en una nación y finalmente se concretan en el proyecto de la Unión Demócrata Cristiana de Alemania[cita requerida] que llega a ser llamado Economía Social de Mercado. (ver también "Orígenes y Evolución del término" en Estado Social)

## Ideas principales
Según el ordoliberalismo, el Estado debe crear un adecuado ambiente legal para la economía y mantener un nivel saludable de competitividad a través de medidas que se adhieran a los principios del libre mercado. En relación con esto, si el Estado no toma una posición activa para incentivar la competencia, emergerán monopolios (u oligopolios), que destruirán no solo las ventajas del libre mercado, sino que posiblemente también afectarán a la gobernabilidad, debido a que el poder económico también puede ser utilizado contra el poder político. Para Stephen Padgett, la tesis central del ordoliberalismo es una división del trabajo claramente definida para la administración económica, con responsabilidades específicas asignadas a determinadas instituciones. La política monetaria debería ser responsabilidad de un banco central enfocado a la estabilidad monetaria, y al mantenimiento de una inflación baja, aislado de la presión política por medio de su carácter independiente. La política fiscal es responsabilidad del gobierno, como los son algunos aspectos macroeconómicos (tales como la promoción del uso eficiente de los factores de producción, especialmente los recursos naturales, el pleno empleo y el aumento de los niveles de la capacitación y concomitante incremento en la calidad de vida general). Otros aspectos de la macroeconomía —tales como establecer los niveles de sueldos— son responsabilidad de los gremios empresariales y de los sindicatos. Es decir, según la visión ordoliberal, el estado debe formar un orden económico en vez de dirigir procesos económicos.
De acuerdo a Eucken, lo anterior se puede resumir en los siguientes puntos:
1. Los precios tienen una función de información, para los actores económicos, acerca del valor relativo de bienes y recursos escasos.
2. La situación anterior presupone estabilidad de la moneda y precios.
3. Los mercados deben ser abiertos. Debe existir acceso libre al mercado, lo que presupone la no existencia de monopolios o carteles.
4. La propiedad privada sobre los medios de producción debe ser garantizada, pero se debe obligar al uso responsable (incluyendo asuntos laborales y de utilización de recursos comunes) de tal derecho.
5. Debe existir —en asuntos económicos — libertad contractual y de asociación (incluyendo sindical). Las negociaciones entre esas asociaciones o individuos se deben llevar a cabo sin intervención estatal, con la excepción de la imposición de un salario mínimo cuando las condiciones de trabajo o económicas llevan los ingresos a niveles incapaces de sostener las necesidades básicas de las familias.
6. Cada empresa debe asumir la responsabilidad y el riesgo por sus inversiones, la rentabilidad y rendimiento de las mismas. Si una empresa quiebra, el estado no debe rescatarla.
7. Debe haber constancia en la política económica a través de los cuales se disminuye el riesgo para los actores económicos individuales.
8. Debe haber impuestos progresivos que permitan financiar el gasto público con el fin de lograr una corrección empírica del ingreso nacional.

## Telón de fondo
A fin de comprender lo anterior es fundamental mantener presente la distinción entre la organización de la estructura de la economía en general y la regulación o control de actividades económicas específicas. El ordoliberalismo ofrece un conjunto de políticas que enmarcan tanto el aspecto legal como el político, la acción de clases sociales, la base para una competencia efectiva, etc., a partir de la cual el gobierno ya sea por sí mismo y/o en conjunto con otros sectores establece las reglas que regulan el "deber ser" y el "se puede hacer" económico de la sociedad.
El criterio central para establecer esa estructura económica general es la eficiencia o capacidad del sistema de la economía de mercado en relación con satisfacer las necesidades sociales, en términos no solo de producción de bienes sino también de producción de "valores sociales": actitudes de responsabilidad, disciplina, solidaridad y emprendimiento, valores considerados inherentemente humanos desde el punto de vista cristiano.
Por otro lado, se puede aducir que hay múltiples razones que justifican la necesidad de un marco de orden legal en el área de la economía. Entre ellas se encuentran: el mercado libre, dejado a sí mismo, tiende a limitarse (en que los participantes buscan dominarlo incrementalmente hasta formar monopolios o a "defenderse" formando oligopolios o cárteles). Al mismo tiempo, las presiones de la libre competencia tienden a dañar la calidad de los productos a fin de obtener ventajas comparativas, basándose en fallos de las condiciones que deberían existir para lograr un mercado libre. Finalmente, las acciones de las clases o sectores económicos tienden a distorsionar tanto las condiciones del mercado como del sistema legal que lo sostiene, terminándose con la merma no solo de los objetivos sociales del mercado como institución social, sino con situaciones que desestabilizan el sistema político-social mismo, tanto en su aspecto legal como representativo.
El ejemplo que uno de los fundadores de la escuela —el profesor Vanberg— ofrece sirve para clarificar: considérese una carrera. Todos aceptamos en principio, para desarrollar el argumento, competencias que se basen y/o reflejen esfuerzo y sacrificio personal. Se puede incluso alegar que tales competiciones conducen a una mejora general. Pero una competición que permita trampas, etc., sería no solo injusta sino que difícilmente se podría argumentar conduce a resultados que mejoren la sociedad. En otras palabras, las competiciones necesitan un marco institucional para producir resultados realmente beneficiosos (es decir, mejores y, a la vez, justos). Desde este punto de vista, la intervención estatal es no solo un coste aceptable para el aumento de la libertad y la justicia, sino condición indispensable para el aumento de eficiencia económica, en la medida que la eliminación de trampas y otras injusticias promueve la eficacia como ruta principal de éxito.
Siguen entonces dos consecuencias centrales: el ideal de la plena competencia, logrado libremente a través del juego de la oferta y la demanda, es solo eso. En la práctica no es posible. Sigue que el estado debe tomar medidas a fin de implementar una competencia funcional. Y, dado que, de hecho, distorsiones estables del mercado (por ejemplo: oligopolios o monopolios) ya han surgido, o surgirán, el estado debe tomar medidas para su eliminación o control, lo que será un proceso constante y gradual, logrado tanto a través del sistema de regulaciones, como a través del desarrollo tanto económico (por ejemplo, el surgimiento de empresas nuevas y dinámicas) como humano (por ejemplo, la aparición de nuevas instituciones o actitudes sociales) promovido por ese sistema jurídico.
La tarea del Estado es, por tanto, la producción de un marco regulador para desarrollar una competencia si no perfecta por lo menos funcional, incluyendo el acceso tanto al mercado como a la información relevante: la transparencia del mercado. Adicionalmente, el estado debe establecer estabilidad financiera y de precios, al mismo tiempo que promover la coordinación o coherencia entre la cooperación y la competencia social: la legalidad y el orden debe conciliarse con la libertad individual y social. El objetivo de la acción del ordoliberalismo no es una regulación radical, completa y súbita, sino una acción progresiva, para lo cual las deficiencias del mercado son centrales: cuando el mercado falla es el momento adecuado para introducir orden. Por ejemplo, la ausencia de una tasa racional o consensual para el consumo de bienes públicos —tales como el medio ambiente— o insuficiencias en las medidas contra los cárteles, producen situaciones de falla del mercado, que legitiman y demandan acción estatal.